# تپه ناصروند ۱
تپه ناصروند ۱ مربوط به عصر مس است و در شهرستان خرم‌آباد، بخش مرکزی، دهستان کرگاه شرقی، روستای ناصروند واقع شده و این اثر در تاریخ ۲۲ اسفند ۱۳۸۵ با شمارهٔ ثبت ۱۸۲۰۴ به‌عنوان یکی از آثار ملی ایران به ثبت رسیده است.